# Emsländische Kammer

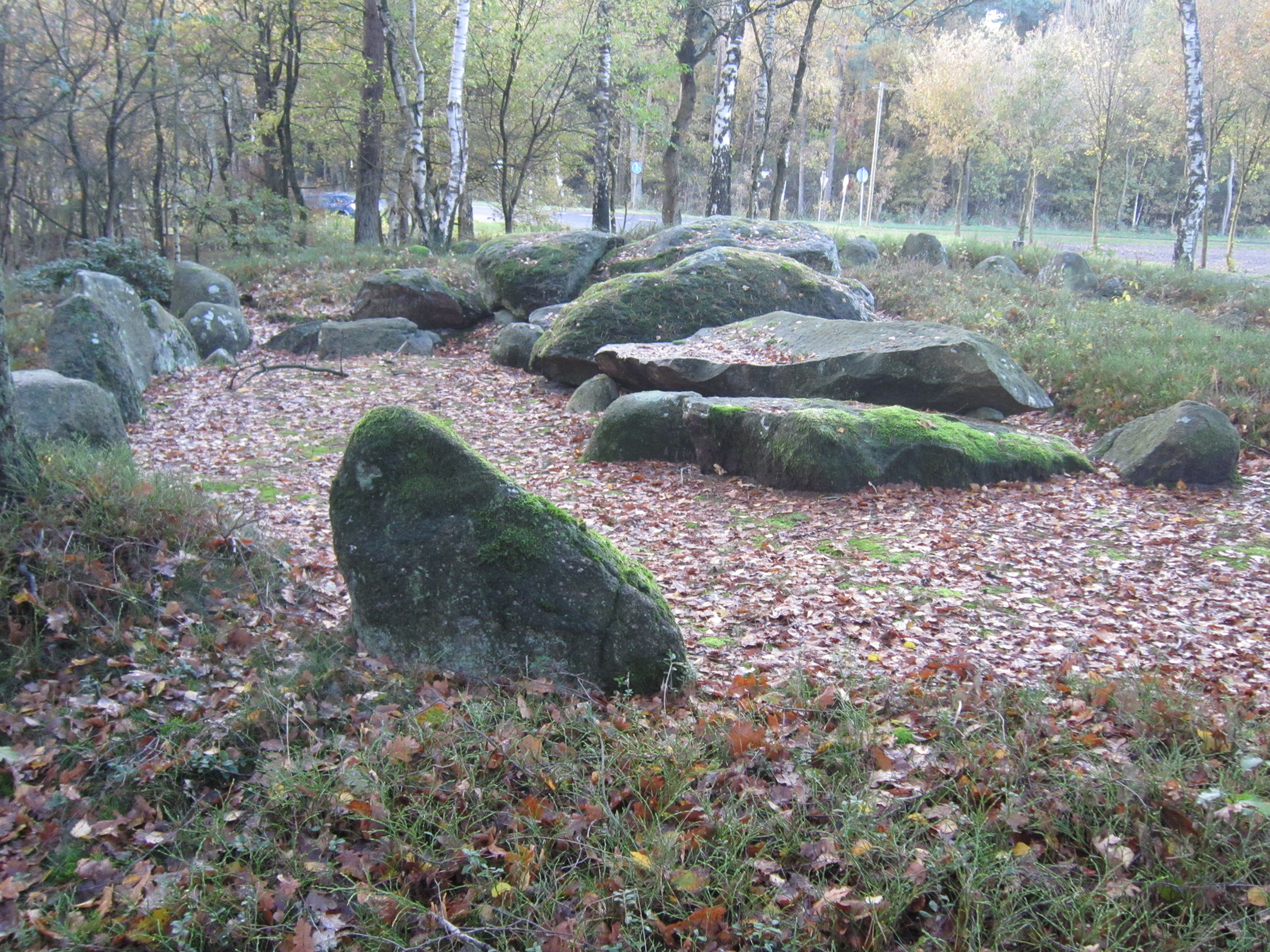
Großsteingrab Düvelskuhlen

Een Emsländische Kammer is een type hunebed dat voorkomt in Nedersaksen, Duitsland.
Het type hunebed onderscheidt zich van andere typen, door de kransstenen die rond de kamer zijn geplaatst. De kransstenen zijn in een ovalen vorm gezet.

## Voorbeelden
Enkele voorbeelden van de Emsländische Kammer zijn:
- Großsteingrab Restrup
- Deymanns Mühle I, Klein Stavern II
- Hünenbett bei den Düvelskuhlen
- Großsteingrab Groß-Stavern 1
- Großsteingrab auf dem Radberg
- beide Hekeser Steine
- Driehauser Steine
- Großsteingrab Jeggen
- Großsteingrab Teufelssteine
- Volbers Hünensteine
- Großsteingrab Lähden I
- Große Steine von Stenum
- Großsteingrab Steenberg
- Dötlinger Steingrab
- Reckumer Steine
- Großsteingrab im Alt-Frerener Forst